# Josef Barhoň
Josef Barhoň (23. března 1872 Nechvalice – 27. května 1939 Praha) byl český obchodní inženýr a vůdčí textilní obchodník pražské sítě prodejen první poloviny 20. století.

## Život
Narodil se v Nechvalicích na Sedlčansku jako nejstarší ze tří synů Františka s druhou manželkou Františkou, rozenou Stiborovou (otec měl celkem 14 dětí). Po pětiletém odborném obchodním studiu v Praze se v r.1892 do Prahy přestěhoval i s bratrem Václavem (nar.1874) a malým Bedřichem (nar.1884), za dva roky za nimi přesídlila i matka. (Václav zemřel r.1900 na zánět slepého střeva, Bedřich žil do r. 1942.) Do roku 1897 pracoval Josef v několika obchodech s dámskou módou v Praze, zpočátku jako obchodní příručí, ke konci jako obchodvedoucí.
Po cestách Evropou otevřel roku 1901 svůj první obchod látkami a textilním zbožím v Praze na Smíchově, na Arbesově náměstí. Pro mimořádný obchodní rozhled a importované tkaniny se stal brzy finančním objemem transakcí i sortimentem zboží vůdčím podnikem tohoto odvětví v Čechách. Jeho velkoobchod měl čtyři velké závody v Praze. Proslulá byla jeho prodejna s designovými interiéry vyzdobenými ve stylu art deco, otevřená 6. prosince 1924 v novostavbě paláce Adria čp. 36/II na nároží dnešní Národní třídy a Jungmannovy ulice, starousedlíci ji nazývali U Barhoně ještě dlouho po znárodnění. Sociální a zdravotní zabezpečení jeho zaměstnanců bylo na úrovní závodů Schichtových či Baťových, bývalí zaměstnanci se pravidelně setkávali ještě v devadesátých letech. Barhoň patřil k hlavním dodavatelům tkanin pro salón Hany Podolské, který sídlil v patře nad jeho prodejnou, a proto si zákaznice salónu vybíraly buď přímo v prodejně nebo z Barhoňova vzorníku, který obsahoval i nabídku zahraničních výrobců.
Společenská povaha a organizační schopnosti vedly Josefa k čestným funkcím v místě prvního závodu a bydliště, například byl předsedou Obchodního gremia na Smíchově, členem správního výboru Občanské záložny na Smíchově a členem Obchodní a živnostenské komory v Praze; oznámení zaměstnanců o jeho úmrtí v Národních listech uvádí mj. též funkce censor Národní Banky v Praze, člen správní rady České banky, rozhodčí pražské bursy. Patřil k velkorysým mecenášům kulturních a dobročinných institucí. Např. v době ohrožení ČSR (červen 1938) věnoval 100 000 Kč jubilejnímu fondu na obranu republiky.

## Galerie

Josef Barhoň 1939
Josef Barhoň s daty jeho života a podpisem
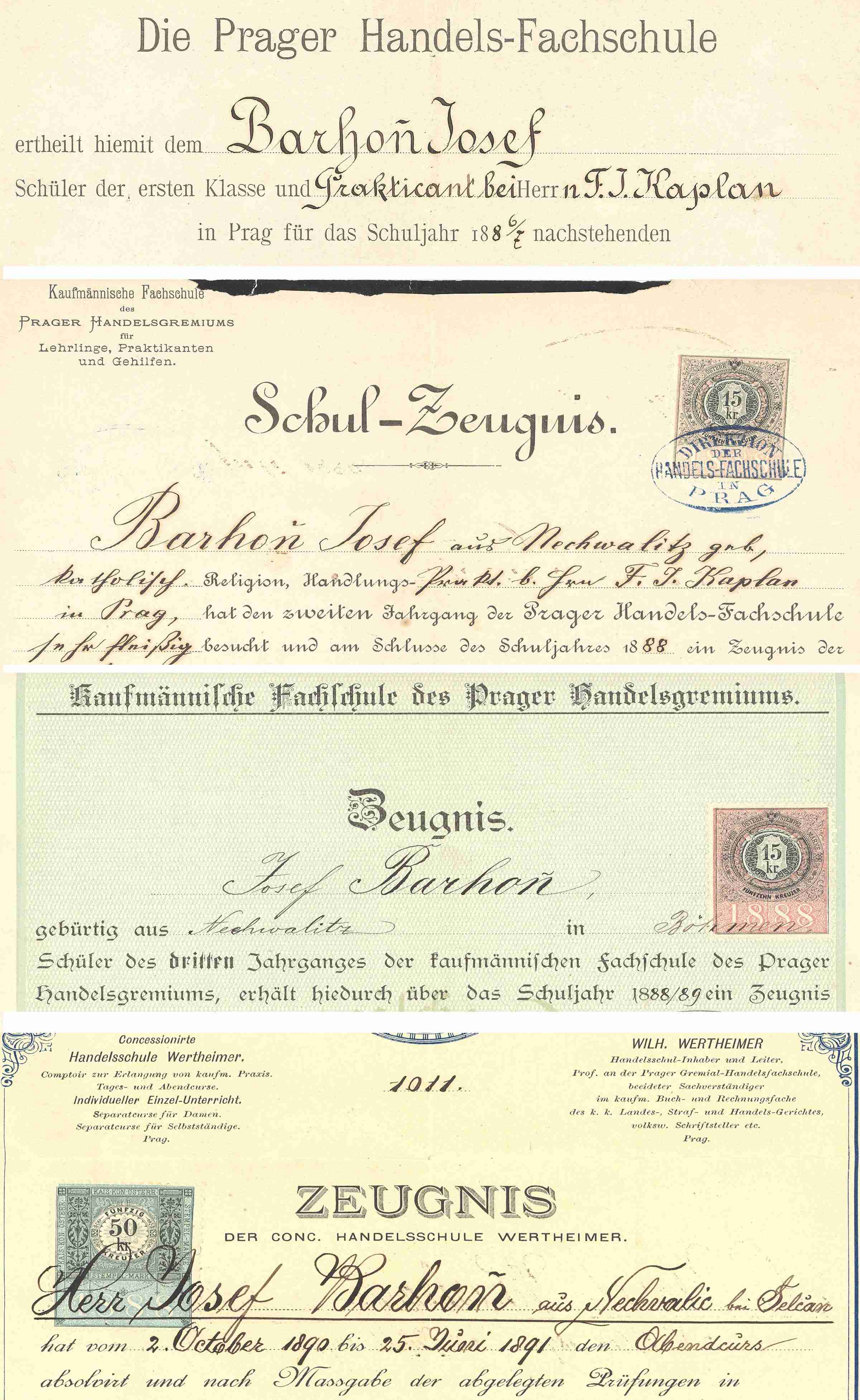
Josef Barhoň doklady o vzdělání (obchodní školy; inženýr nebyl)
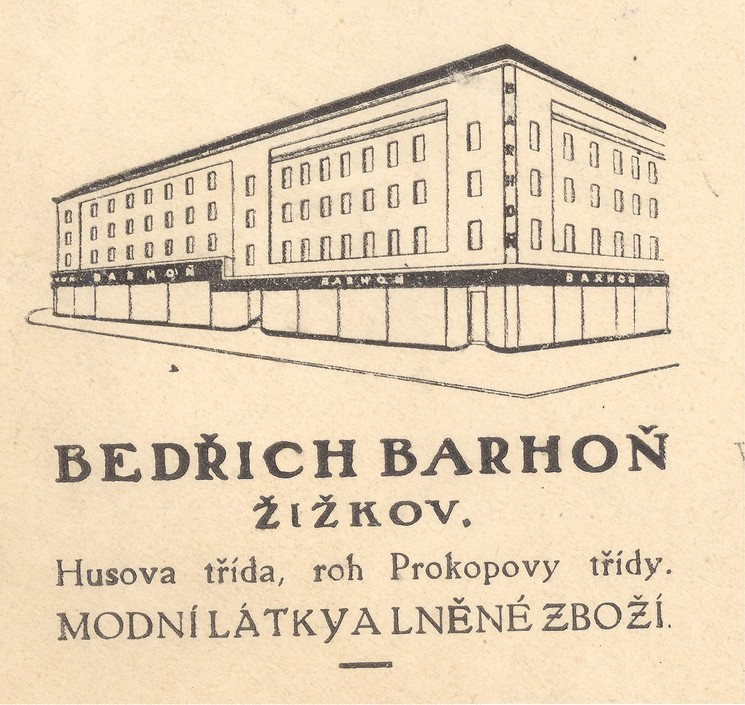
Obchod firmy Barhoň na Prokopově náměstí na Žižkově
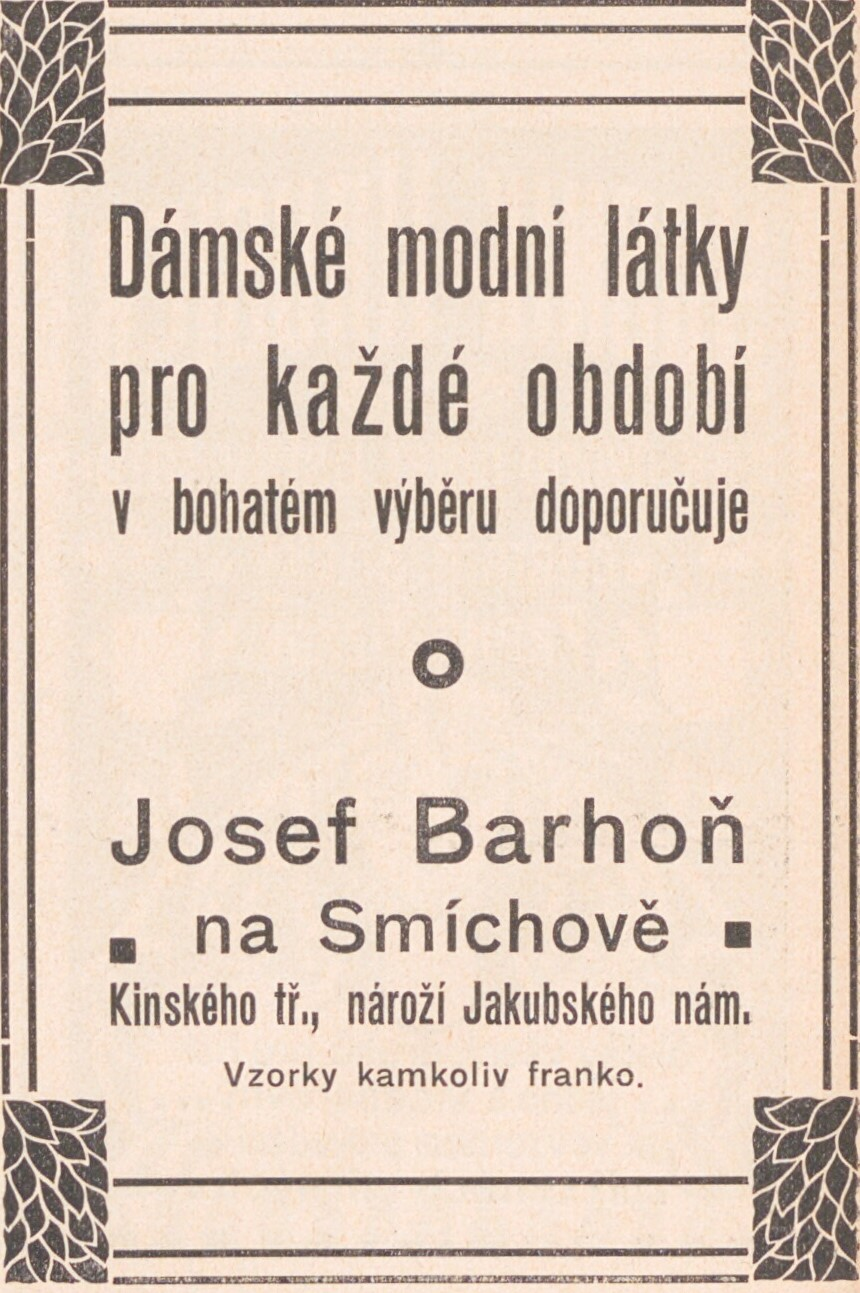
Reklama firmy Josef Barhoň (1907)